# Paul de Thèbes
Pour les articles homonymes, voir Saint Paul.
Paul de Thèbes ou saint Paul l'Anachorète, dont la vie a été principalement transmise par saint Jérôme, est l'une des figures fondatrices du monachisme, avec saint Antoine le Grand. Jacques de Voragine, dans sa Légende dorée, lui consacre également un chapitre. Il s'agit aussi d'un brouteur, une catégorie d'ermites chrétiens vivant nus et mangeant à quatre pattes dans la nature.
Une communauté chrétienne primitive s'est développée autour du lieu où il vécut dans le désert égyptien, et beaucoup plus tard, au Ve siècle, un important monastère a été construit. Il fut solennellement reconnu par l'Église comme le premier ermite lors de sa canonisation en 491 à Rome sous le pape Gélase Ier.

## Biographie
D'après Omer Englebert, saint Paul Ermite est né en Haute-Égypte et mort dans le désert de Thèbes vers 345. D'après la Légende dorée, il se retira durant soixante ans dans une grotte pour échapper aux persécutions de l'empereur Dèce et mourut vers l’an 287. L'Eglise Orthodoxe d'Amérique avance les dates de 228 pour sa naissance et 341 pour sa mort.
Pour Jérôme de Stridon (Vita Pauli primi eremitae), après avoir perdu ses parents à l'âge de quinze ans, son beau-frère chercha à le livrer aux persécuteurs afin de récupérer son importante part d'héritage. Aussi, il préféra se retirer du monde à vingt-deux ans et vécut dans le désert en ermite jusqu'à l'âge de cent treize ans ; soit quatre-vingt-onze ans de vie en solitaire. il s'agit d'un brouteur, une catégorie d'ermites vivant nus et se nourrissant exclusivement de plantes.

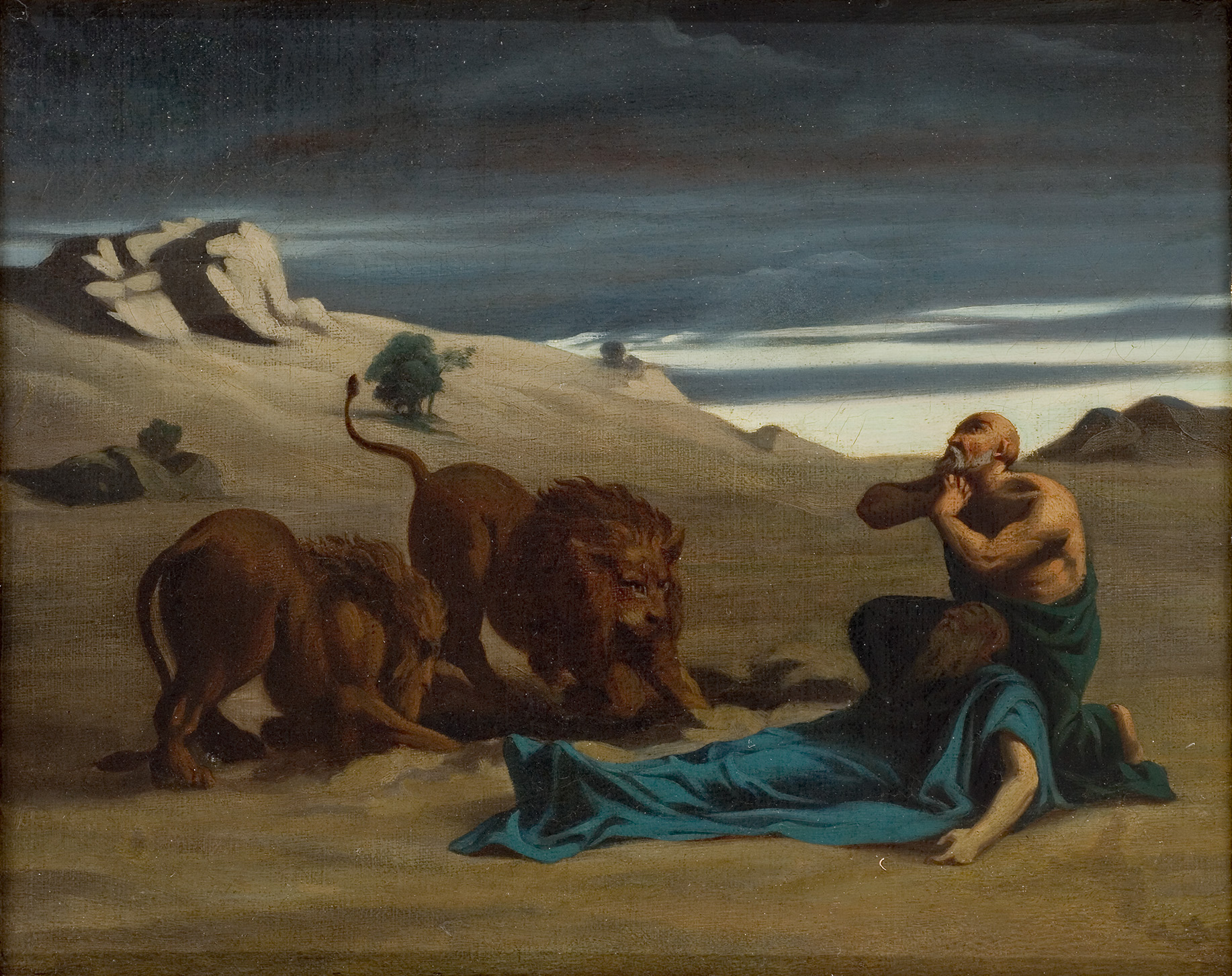
Saint-Paul entouré par les lions, par Alexandre Cabanel (entre 1841 et 1845). Huile sur toile, musée Fabre, Montpellier.

Des hagiographies mentionnent que Saint Antoine, apprenant qu'il n'était pas le premier ermite, partit le rencontrer peu avant sa mort. À l'heure du déjeuner, un corbeau apporta une double ration de pain aux deux hommes et Paul expliqua que c'est ainsi que Dieu lui servait son repas chaque jour. Après avoir passé une journée ensemble et une nuit à prier, saint Paul demanda à saint Antoine d'aller chercher dans son monastère la tunique qu'Athanase d'Alexandrie lui offrit pour enterrer son corps. Revenant le lendemain, il l'enroula dedans et le déposa dans une fosse dont la légende dit qu'elle avait déjà été en partie creusée par deux lions qui restèrent présents aux côtés d'Antoine. En échange, il retourna dans son monastère emportant avec lui la robe de Paul tissée de feuilles de palmier. Il l'honora en la portant deux fois l'an : à Pâques et à la Pentecôte.

## Postérité et reliques

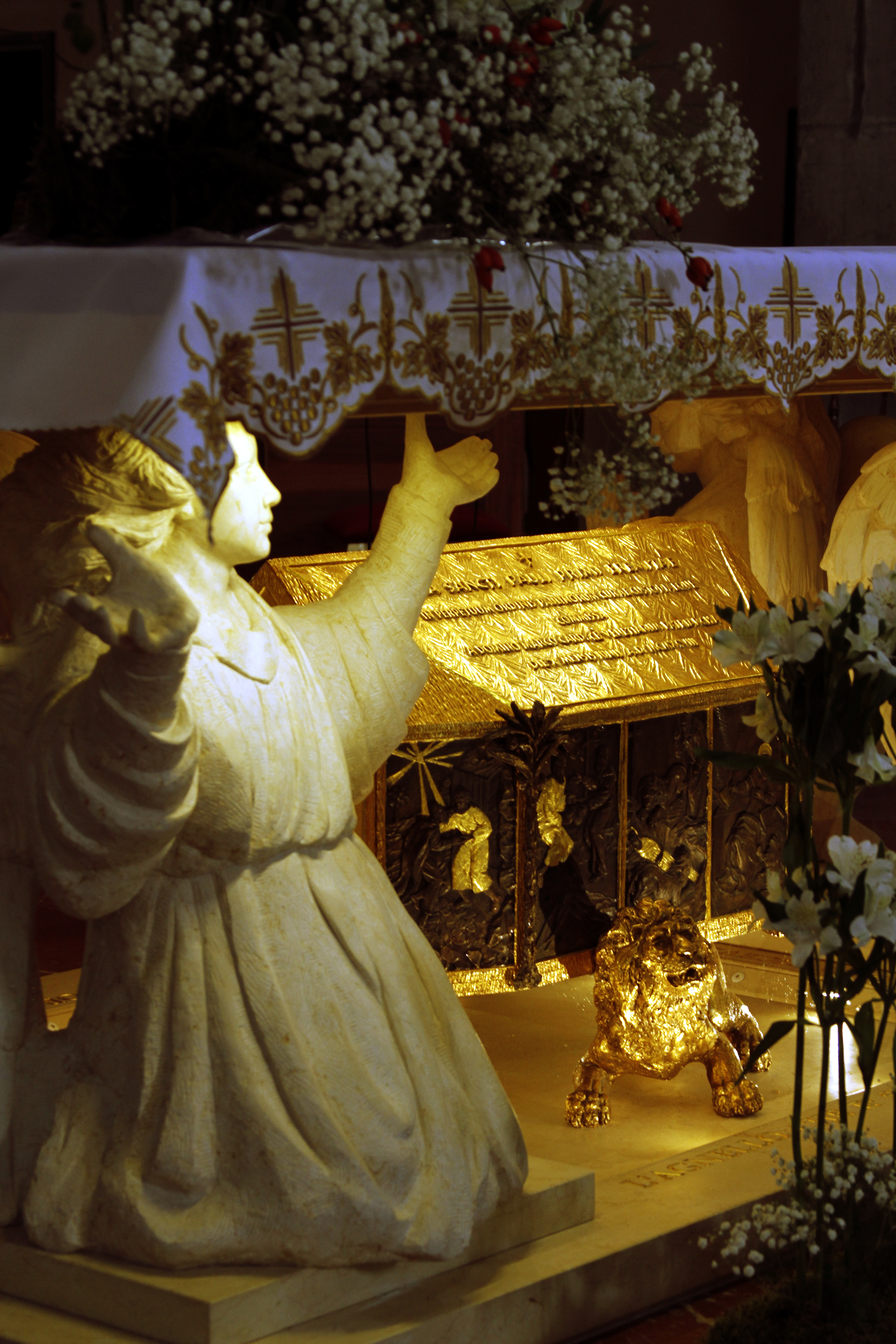
Reliquaire de Saint Paul, basilique Santa Maria in Porto, Ravenne.

Mort selon certains très tard vers 113 ans, saint Paul de Thèbes n'a pas fondé de monastère, mais peu après sa mort, de nombreux imitateurs de sa vie ont suivi son exemple de vie anachorétique.
Le monastère de Saint-Paul l'Anachorète (Deir Anba Pola) est considéré se trouver sur le site de la grotte où Paul a vécu et où ses restes ont été d'abord conservés. Il est situé dans les montagnes désertiques orientales de l'Égypte, près de la mer Rouge. Son église troglodyte Saint-Paul marque l'endroit où saint Antoine, le père du monachisme, et Paul, le premier ermite, se sont rencontrés.
Au XIIe siècle, ses reliques ont été transférées à Constantinople et placées dans le monastère de la Mère de Dieu de Peribleptos sur ordre de l'empereur Manuel Ier Comnène (1143-1180). Plus tard, elles ont été transportées à Venise, et finalement en Hongrie où l'Ordre de Saint Paul le Premier Ermite fut créé au début du XIIIe siècle. Son corps fut d'abord vénéré dans la chapelle royale du palais de Buda et à partir de 1381 au monastère de Budaszentlőric, qui devint le centre de nombreux pèlerinages hongrois et étrangers venus honorer le saint ermite.
Quelques reliques sont restées en Italie, et elles sont conservées à la basilique Santa Maria in Porto de Ravenne qui appartient à l'ordre des Pères paulins.

## Galerie

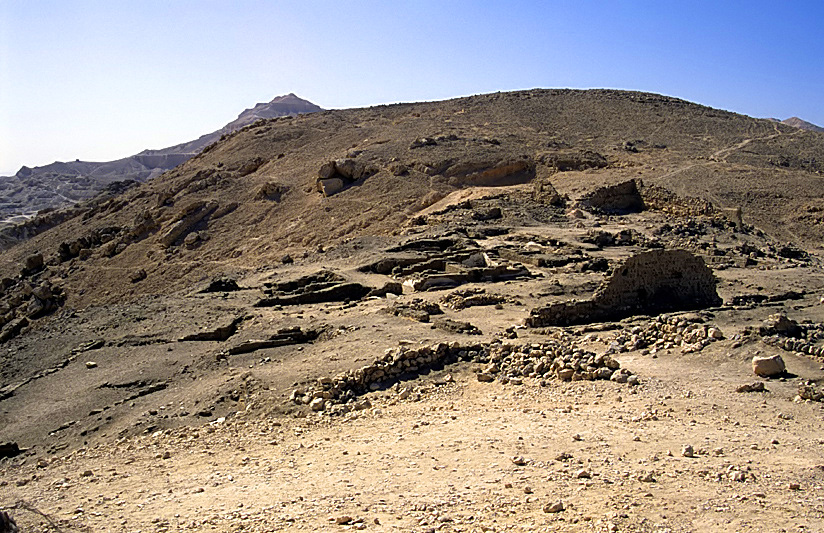
Ruines d'un monastère dédié à Paul de Thèbes (Deir el-Bakhit) près de la nécropole de Dra Abou el-Naga.
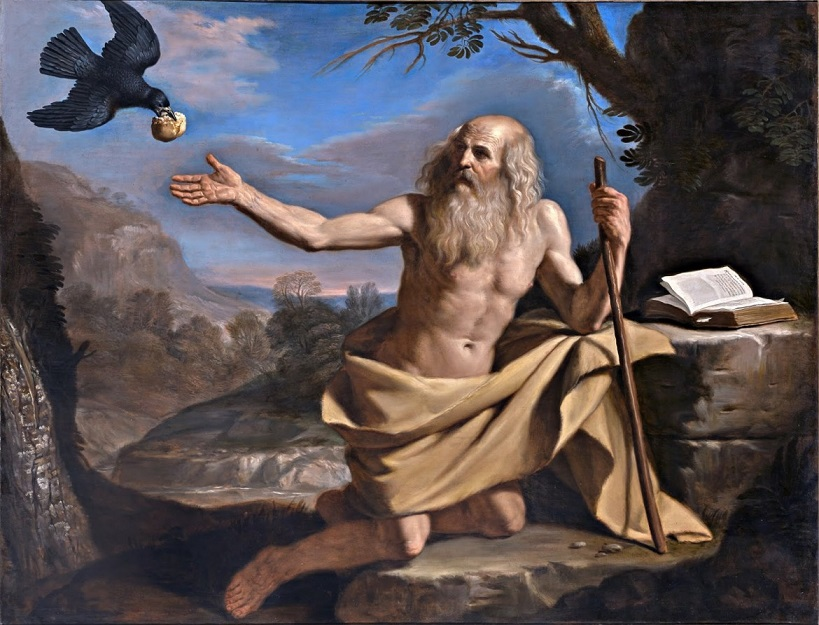
Paul de Thèbes et le corbeau du Guerchin, Pinacothèque nationale de Bologne.
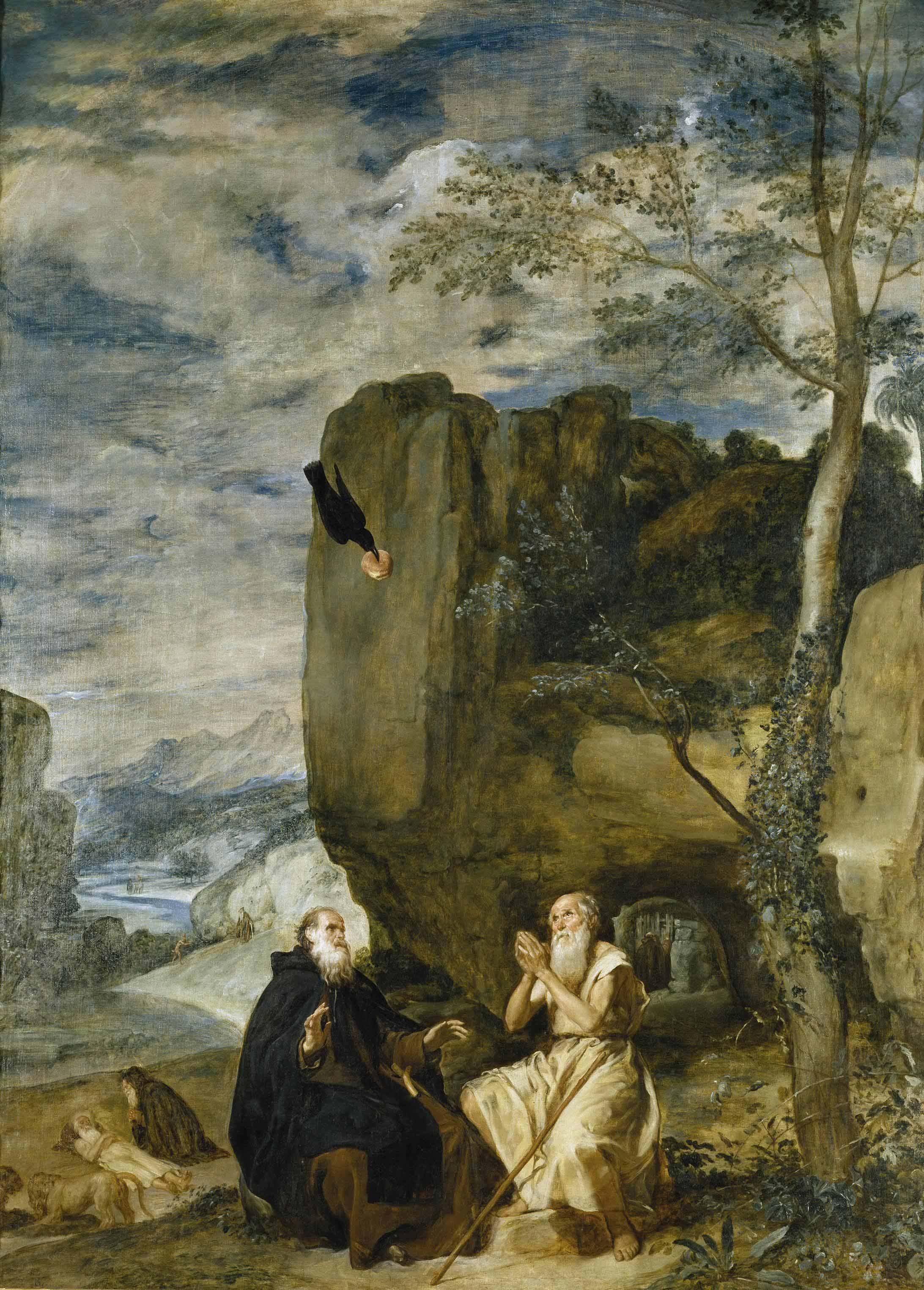
Saint Antoine Abbé et saint Paul, premier ermite par Diego Velasquez.
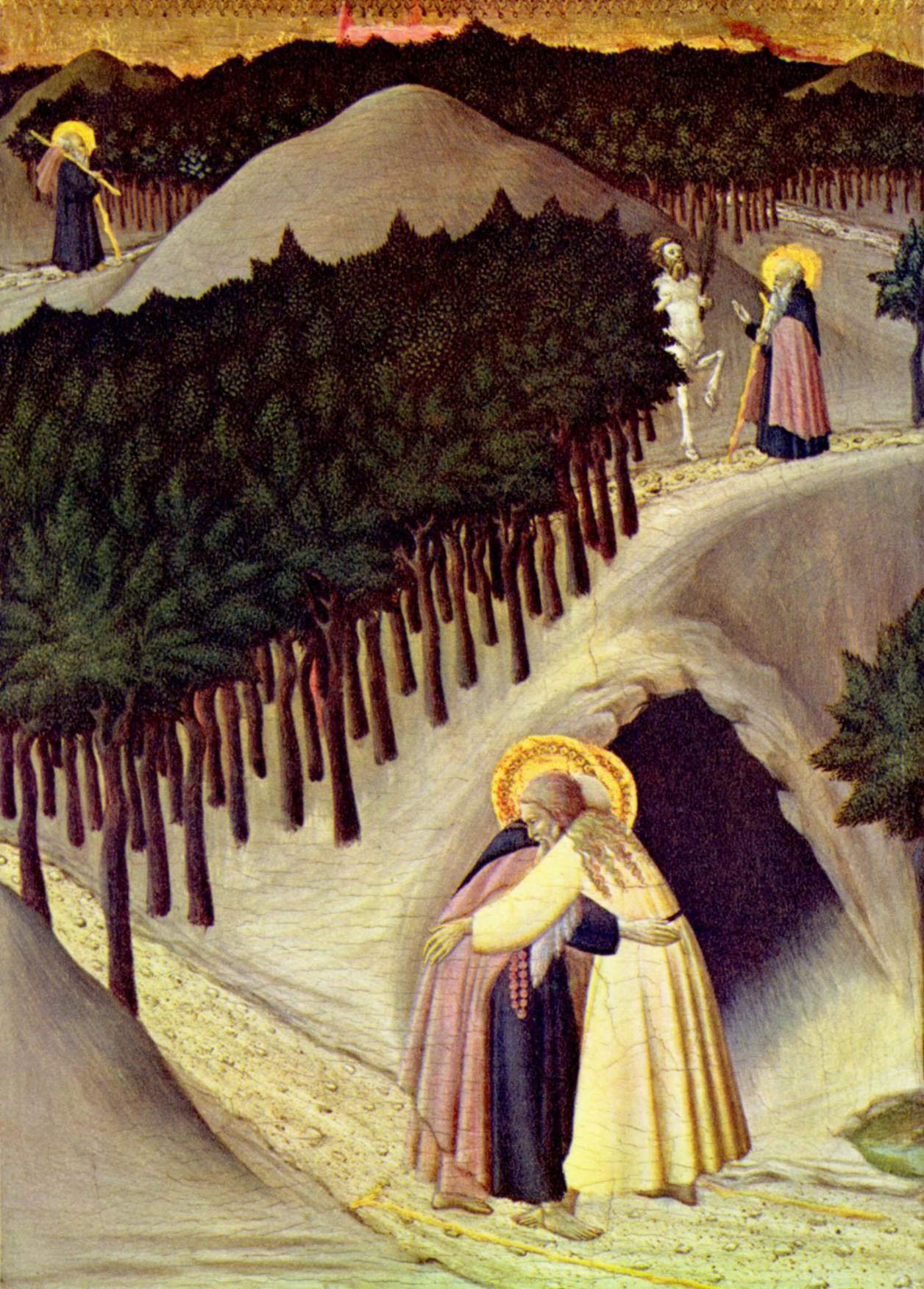
Sassetta (1445) : Saint Antoine rencontrant saint Paul de Thèbes, National Gallery, Washington.
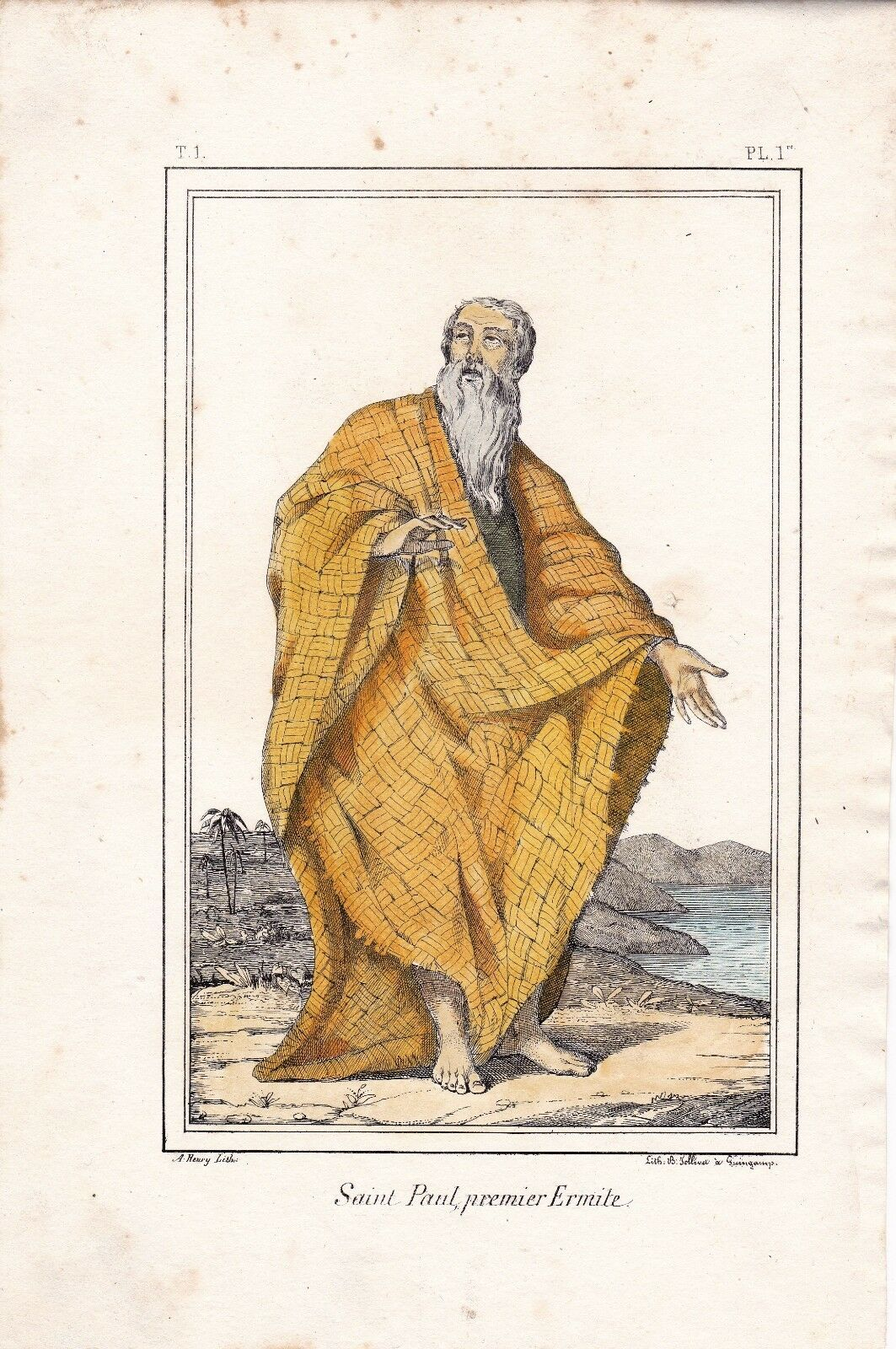
Saint Paul de Thèbes, gravure de 1838.